# Xã Mandan, Quận Ward, Bắc Dakota
Xã Mandan (tiếng Anh: Mandan Township) là một xã thuộc quận Ward, tiểu bang Bắc Dakota, Hoa Kỳ. Năm 2010, dân số của xã này là 51 người.